# Styrsö
Styrsö ist eine Insel und ein Ort (tätort) in der schwedischen Provinz Västra Götalands län und der historischen Provinz Västergötland. Der autofreie Ort befindet sich in Göteborgs südlichem Schärengarten und ist Teil des Stadtbezirks Västra Göteborg. Der Name „Styrsö“ leitet sich vom altwestnordischen styrir ab, das Schiffsbefehlshaber bedeutet und um 1300 in der Bezeichnung Styrisø für die Insel verwendet wurde.

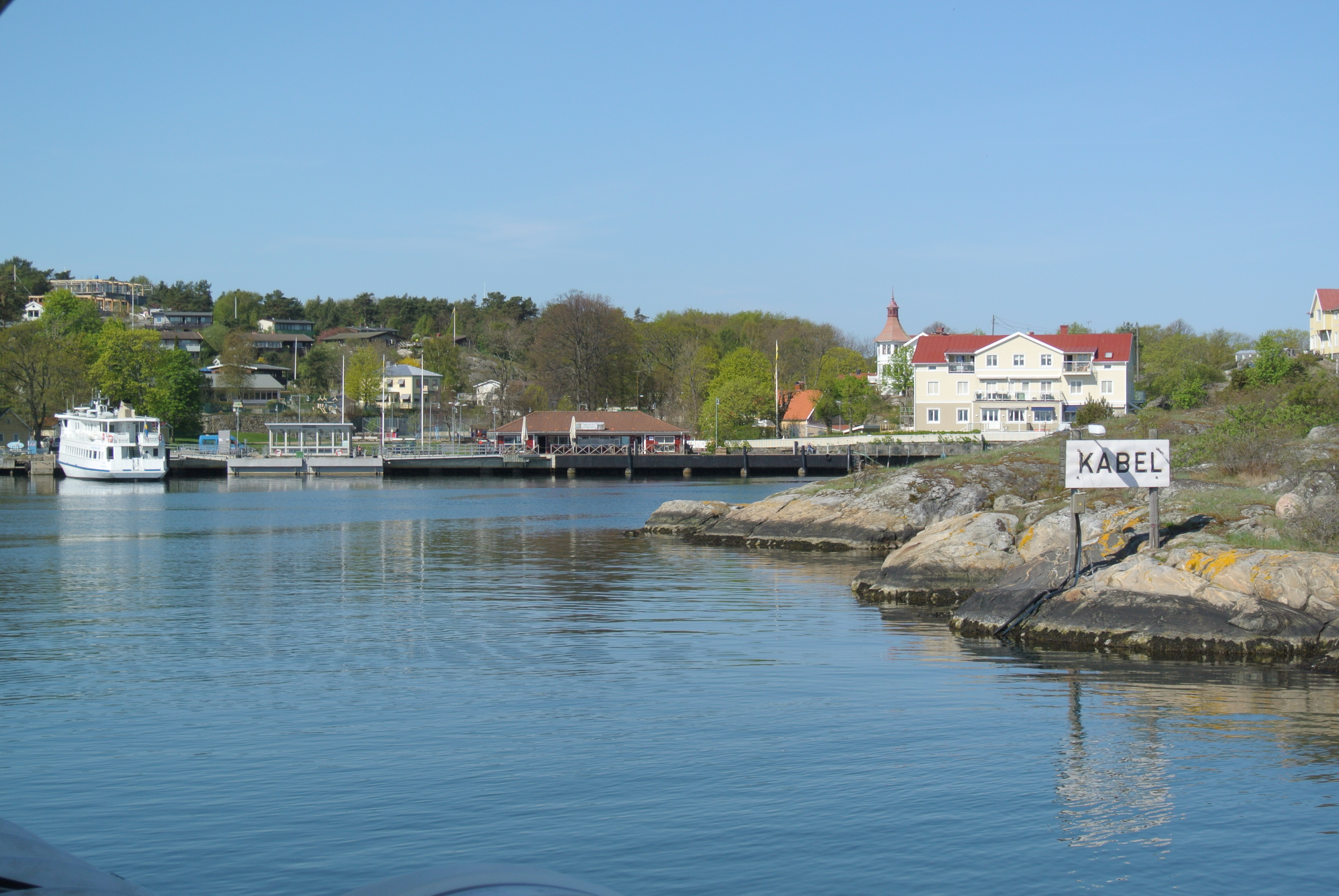
Blick auf Styrsö

Auf der Insel befinden sich drei Häfen für Passagierfähren (Bratten, Tången, Skäret) und die Stora Rös (dt. große Röse). Die Fähren werden von Styrsöbolaget bzw. Västtrafik betrieben. Außerdem gibt es den Fracht- und Fischereihafen Sandviken im Norden und den Recyclinghafen im Süden der Insel.
Der höchste Punkt der Insel ist die Stora Rös.
Zwischen den Inseln Styrsö und Donsö liegt die Donsöbron (Brücke), außerdem bestehen Fährverbindungen nach Saltholmen.

## Söhne und Töchter des Ortes
- Ruben Östlund (* 1974), Filmregisseur und Drehbuchautor